# کالمار
شهر کالمار (به سوئدی: Kalmar) در بخش کالمار در جنوب کشور سوئد واقع شده‌است. جمعیت این شهر ۷۱,۳۲۷  نفر است. 
این شهر از سمت شرق با دریای بالتیک مرز مشترک دارد. همچنین جزیره اولند که بخشی از این شهرستان است، در دریای بالتیک واقع شده است. 

از قرن سیزدهم تا هفدهم میلادی، این شهر یکی از مهمترین شهرهای سوئد بود. در واقع این شهر مرکز ایالت کالمار است.
گردشگری
این شهر به دلیل وجود قلعه کالمار kalmar slott با برج های برجسته و راه راه آن که به سبک رنسانس ساخته شده، معروف است. این شهر قدیمی دارای خیابان های سنگ فرش شده است. بناهای جالبی از قرن 17 و 18 در این شهر دیده می شود. کلیسای جامع کالمر دارای یک محراب و منبر متعلق به قرن هفدهم است که توسط مجسمه ساز بالتزار هوپنشتد ساخته شده است. علاوه بر این، در نزدیکی پارک این شهر، باغ ها و درختان عجیب و غریب زیبایی برای تماشا دارد.
آب و هوا
این شهر آب و هوای سرد اقیانوسی دارد با تابستان هایی گرم و زمستان هایی سرد که متوسط دما در طی روز تقریباً بالاتر از نقطه انجماد است و در شب کمی زیر نقطه ی انجماد می رود. همچنین در گرم ترین روزهای سال دما به 35.2 درجه سانتیگراد هم می رسد.

## نگارخانه

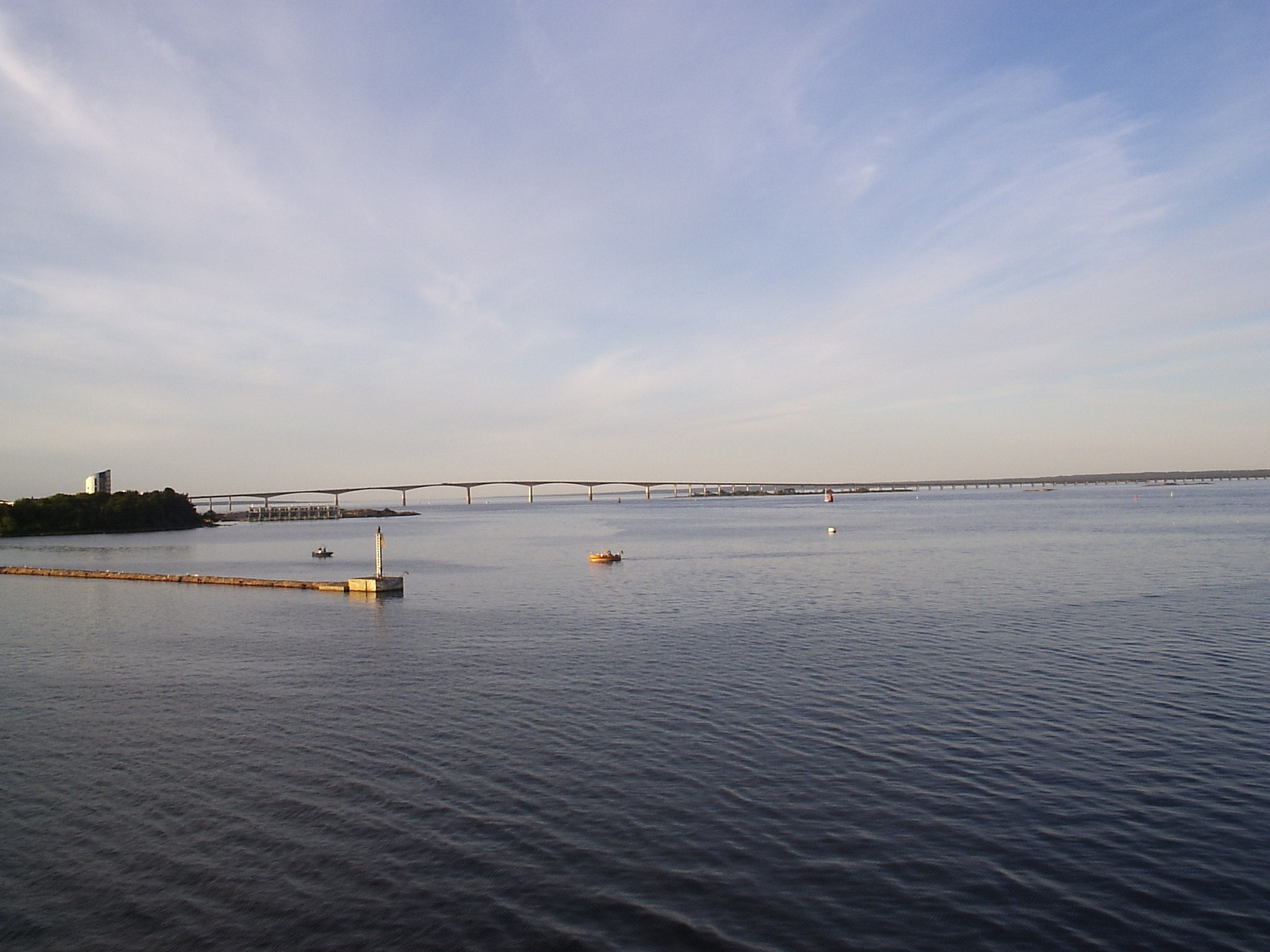